# Croton dissectistipulatus
Croton dissectistipulatus là một loài thực vật có hoa trong họ Đại kích. Loài này được Secco mô tả khoa học đầu tiên năm 2004.